# 355th Fighter Wing

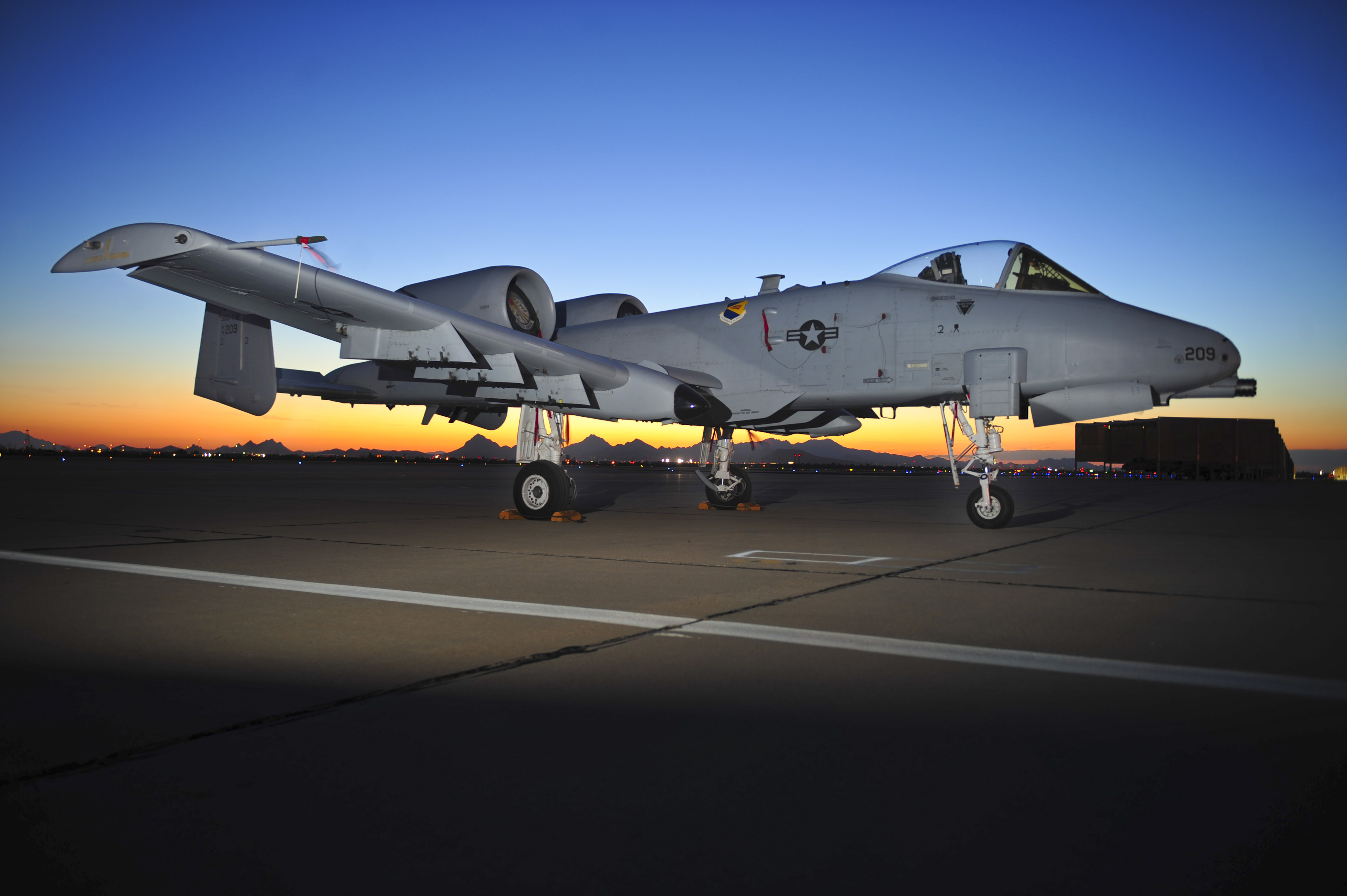
A-10C dello Stormo

Il 355th Fighter Wing è uno stormo Caccia dell'Air Combat Command, inquadrato nella Twelfth Air Force. Il suo quartier generale è situato presso la Davis-Monthan Air Force Base, in Arizona.

## Organizzazione
Attualmente, al maggio 2017, lo stormo controlla:
- 355th Operations  Group
All'unità è associato il 924th Fighter Group, 944th Fighter Wing, Air Force Reserve Command, anch'esso equipaggiato con uno Squadron di A-10C
  - 355th Operations Support Squadron
  - 355th Training Squadron

| Unità                           | Insegna | Aereo impiegato | Base | Numero | Profilo |
| ------------------------------- | ------- | --------------- | ---- | ------ | ------- |
| 354th Fighter Squadron          |         | A-10C Warthog   |      | 24     |         |
| 357th Fighter Training Squadron |         | A-10C Warthog   |      | 35     |         |

- 355th Maintenance Group
  - 355th Aircraft Maintenance Squadron
  - 355th Component Maintenance Squadron
  - 355th Equipment Maintenance Squadron
- 355th Mission Support Group
  - 355th Civil Engineer Squadron
  - 355th Communications Squadron
  - 355th Contracting Squadron
  - 355th Force Support Squadron
  - 355th Logistics Readiness Squadron
  - 355th Security Forces Squadron
- 355th Medical Group
  - 355th Aerospace Medicine Squadron
  - 355th Dental Squadron
  - 355th Medical Operations Squadron
  - 355th Medical Support Squadron
- 355th Comptroller Squadron